# Lee Aaker
Lee William Aaker (25 de setembro de 1943 - 1 de abril de 2021) foi um artista norte-americano, reconhecido por sua carreira como ator infantil, bem como por suas atividades como produtor, carpinteiro e instrutor de esqui. Ele é mais lembrado por seu papel como Rusty na série de televisão dos anos 1950, The Adventures of Rin Tin Tin.

## Primeiros anos
A mãe de Aaker, Myles Wilbour, era uma empreendedora que administrava uma escola de dança em Los Angeles. Outra fonte sugere que ela também estava à frente de uma academia de teatro infantil e que, desde os quatro anos de idade, Aaker já encantava plateias com suas habilidades de canto e dança em clubes locais.

## Carreira
Na sua estreia na televisão quando criança, Lee Aaker iniciou sua carreira sem créditos aos oito anos de idade, fazendo aparições em filmes notáveis como The Greatest Show on Earth e High Noon ambos em 1952. Seu talento rapidamente o catapultou para papéis de destaque no final daquele ano.
Em 1952, também destacou-se interpretando o sequestrado "Red Chief" em um segmento do filme O. Henry's Full House e também como filho de um cientista, contracenando com Gene Barry em The Atomic City. Também em 1952, Lee Aaker fez uma notável aparição no filme Desperate Search, ao lado de Howard Keel e Keenan Wynn.
Em 1953, ele compartilhou o palco com John Wayne no clássico faroeste Hondo, desempenhando o papel do curioso filho loiro da dona de casa interpretada por Geraldine Page.
Sua versatilidade também o levou a explorar outros gêneros cinematográficos, incluindo o thriller noir Jeopardy de 1953, ao lado de Barbara Stanwyck, o emocionante drama de corrida de cavalos Arena, também  em 1953, com Gig Young, e as hilárias comédias Mister Scoutmaster (1953), estrelando Clifton Webb, e Ricochet Romance (1954), com Marjorie Main.
No período de 1953 a 1954, Lee Aaker foi um dos diversos jovens atores que realizaram testes para o papel de "Jeff Miller" na série original de 1954 de Lassie, que mais tarde foi renomeada como Jeff's Collie. No entanto, o papel acabou sendo atribuído a Tommy Rettig. Poucas semanas após essa decisão, Aaker conquistou o papel de "Rusty" na série "The Adventures of Rin-Tin-Tin", que tinha como co-protagonista James Brown no papel do Tenente Ripley "Rip" Masters.
É interessante notar que Aaker e Rettig eram amigos, e ambos os programas eram igualmente populares entre o público. Uma icônica fotografia que apresentava os dois atores e os dois cães famosos foi usada na capa da edição de 2 de julho de 1955 da revista TV Guide.

## Vida pessoal
Aaker compartilhou com um repórter de jornal que, ao completar vinte e um anos, recebeu uma quantia fixa de US$ 10 mil do estúdio responsável pela produção de Rin Tin Tin. Com esse dinheiro em mãos, ele embarcou em uma aventura ao redor do mundo, vivendo uma espécie de experiência nômade. No entanto, após não conseguir encontrar oportunidades como ator adulto, Aaker voltou sua atenção para a produção e, posteriormente, encontrou uma carreira na carpintaria. 
No final da década de 1960, Lee Aaker esteve casado com Sharon Ann Hamilton por um período de dois anos.
Durante muitos anos, ele fez sua residência em Mammoth Lakes, Califórnia, e contribuiu significativamente como o primeiro instrutor de esportes adaptáveis para a Disabled Sports Eastern Sierra, uma organização sediada em Mammoth Mountain.

## Últimos anos e morte
Conforme relatado por Paul Petersen, um defensor de ex-atores mirins, Aaker enfrentou dificuldades financeiras no final de sua vida e lutou contra o abuso de substâncias por muitos anos. 
Petersen revelou que Aaker sofreu um derrame e faleceu no condado de Maricopa, Arizona, próximo à cidade de Mesa, em 1º de abril de 2021, sendo registrado como uma pessoa em situação de rua. Petersen coordenou os arranjos funerários em honra a Aaker. Como veterano da Força Aérea dos Estados Unidos que serviu durante a Guerra do Vietnã, Lee Aaker foi sepultado no National Memorial Cemetery of Arizona, localizado em Phoenix.